# Bengalenspecht
Der Bengalenspecht (Dinopium benghalense) auch Orangespecht ist eine Vogelart aus der Familie der Spechte (Picidae). Die mittelgroße Spechtart besiedelt weite Teile Südasiens und bewohnt ein breites Spektrum feuchter bis trockener Waldtypen bis hin zu Kokos- und Palmyrapalmen-Plantagen, Parks, Gärten, Alleen. Die in der gesamten Baumschicht und auch auf dem Boden gesuchte Nahrung besteht vorwiegend aus Ameisen und deren Larven und Puppen. Gelegentlich fressen diese Spechte auch Raupen, Rüsselkäfer und andere Käfer sowie Spinnen, regelmäßig auch Früchte und Nektar. 
Die Art gilt als häufig bis lokal häufig, der Bestand wird als stabil eingeschätzt. Der Bengalenspecht wird von der IUCN daher als ungefährdet („least concern“) eingestuft.

## Beschreibung
Bengalenspechte sind mittelgroße Spechte mit einer ausgeprägten Federhaube, einem recht weichen, langen und etwas nach unten gebogenen Schwanz und einem relativ langen, fast punktförmig zugespitzten und an der Basis recht schmalen Schnabel. Der Schnabelfirst ist nach unten gebogen. Die Körperlänge beträgt 26–29 cm, das Gewicht 86–133 g. Sie sind damit etwas kleiner und deutlich leichter als ein Grünspecht. Der Bengalenspecht gehört zu den Arten der Gattung Dinopium mit vier Zehen. Er ist kontrastreich gefärbt und zeigt hinsichtlich der Färbung einen deutlichen Geschlechtsdimorphismus.
Bei Männchen der Nominatform ist der oberste Rücken schwarz, mittlerer Rücken und die Schulterfedern sind intensiv goldgelb, unterer Rücken, Bürzel und Oberschwanzdecken sind wiederum schwarz. Die Oberflügeldecken sind überwiegend goldoliv, die äußeren mittleren und auch die meisten äußeren kleinen Oberflügeldecken sind jedoch schwarz mit dreieckigen weißen Subterminalflecken, die inneren großen Decken zeigen oft einen weißen Mittelstrich. Die Schwingen sind bräunlich schwarz, die Schirmfedern und die Armschwingen haben goldolive Außenfahnen und die Handschwingen und die Innenfahnen der Armschwingen und Schirmfedern sind weiß gefleckt. Die Schwanzoberseite ist schwarz. Die Grundfarbe der gesamten Unterseite des Rumpfes ist weiß bis beigeweiß. Auf der Brust zeigen die Federn breite schwarze Säume und Spitzen, nach hinten werden die schwarzen Zeichnungen schmaler und/oder fehlen und sind auf Bauch und Unterschwanzdecken gelegentlich weniger kräftig und mehr bindenartig ausgebildet. Die Unterflügel sind braun, die Unterflügeldecken weitgehend weiß mit schwarzer Bänderung. Der Unterschwanz ist braunschwarz.
Die Federn auf Stirn und Oberkopf sind schwarz mit roten Spitzen, die Haube ist rot. Ein breiter weißer Überaugenstreif zieht sich vom oberen Augenrand bis zur Hinterkopfseite. Darunter verläuft ein breiter schwarzer Augenstreif am hinteren Augenrand beginnend bis hinter die Ohrdecken. Der weiße Zügelstreif beginnt an der Schnabelbasis und zieht sich nach hinten unterhalb der Ohrdecken entlang, wird dann breiter und verläuft als weißes Band über die Halsseite bis zur oberen Brustseite. Der Bartstreif ist nicht von Kinn und Kehle abgesetzt und wie diese auf schwarzem Grund breit weiß gestrichelt. Der Nacken ist wie der oberste Rücken schwarz.
Der Schnabel ist schwärzlich oder grauschwarz, gelegentlich mit einem hornfarbenen Ton. Beine und Zehen sind graugrün. Die Iris ist rotbraun oder blutrot, der Augenring ist grün.
Beim Weibchen sind Stirn und vorderer Oberkopf schwarz mit kleinen weißen Punkten, hinterer Oberkopf und Haube sind wie beim Männchen rot.

## Lautäußerungen
Die Flugrufe sind kreischend „kierk“, auch der von einer Warte oder im Flug geäußerte Kontaktruf der Paarpartner ist ein rasselndes Kreischen wie „kji-kji-kji“. Bei innerartlichen Auseinandersetzungen stark erregte Vögel geben sehr hohe, quiekende Rufe von sich. Die Trommelwirbel sind leise und dauern jeweils etwa zwei bis drei Sekunden.

## Verbreitung und Lebensraum
Diese Spechtart besiedelt weite Teile Südasiens. Das Verbreitungsgebiet reicht in West-Ost-Richtung von Pakistan über den Süden Nepals bis Assam und in den Westen Myanmars, nach Süden umfasst es fast den gesamten Indischen Subkontinent sowie Sri Lanka. Die Größe des Gesamtverbreitungsgebietes wird auf 3.010.000 km² geschätzt.
Bengalenspechte bewohnen ein breites Spektrum feuchter bis trockener Waldtypen bis hin zu Kokos- und Palmyrapalmen-Plantagen, Parks, Gärten und Alleen; sie fehlen nur im dichten, geschlossenen Wald und in ariden Regionen. Die Tiere kommen in Indien vom Flachland bis in 1700 m Höhe vor, in Sri Lanka bis 1500 m und im Westen Myanmars bis etwa 915 m.

## Systematik
Die individuelle Variation ist erheblich und die Zahl der Unterarten wird kontrovers diskutiert. Es werden fünf Unterarten anerkannt.
- Dinopium benghalense benghalense (Linnaeus, 1758)– Norden Indiens bis Assam. Diese Unterart (Nominatform) ist oben beschrieben.
- Dinopium b. dilutum (Blyth, 1852) – Pakistan. Rücken und Oberflügel blasser goldgelb als bei der Nominatform, Unterseite weißer.
- Dinopium b. puncticolle (Malherbe, 1845) – Mittleres und südliches Indien, außerdem im Norden Sri Lankas nach Süden bis etwa 8°N. Rücken und Oberflügel stärker goldgelb, Kehle mehr weiß gefleckt als gestrichelt, hintere Rumpfunterseite häufig mehr cremefarben beige. Die Größe nimmt von Norden nach Süden fließend ab. Die westlichen und südwestlichen Populationen werden zum Teil als eigene Unterart Dinopium b. tehminae abgetrennt. Sie zeigen einen deutlichen Olivton auf Bürzel und Oberflügeldecken und die weißen Flecken auf den äußeren Decken sind oft kleiner oder fehlen sogar. Die Unterart zeigt im Norden Übergänge zur Nominatform, in Sri Lanka zu der folgenden Unterart.
- Dinopium b. jaffnense (Whistler, 1944) kommt im nördlichen Sri Lanka vor.
- Dinopium b. tehminae(Whistler & Kinnear, 1934) ist im südwestlichen Indien verbreitet.

Die von Winkler u. a. anerkannte Unterart...
- Dinopium b. psarodes (Lichtenstein, 1793) – Größter Teil Sri Lankas. Färbung stark abweichend von den anderen Unterarten; Rücken und Oberflügel sind tief blutrot, Bürzel und Oberschwanzdecken zeigen oft rote Spitzen. Weiterhin zeigt die Unterart mehr Schwarz auf dem Oberkopf und insbesondere an dessen Seiten sowie an den Kopfseiten, der schwarze Augenstreif reicht gewöhnlich bis in den Nacken. Auch Kehle und Rumpfunterseite zeigen mehr Schwarz. Der Schwanz ist in Relation zum Körper länger als bei den anderen Unterarten.

...wird heute als eigene Art unter dem Namen Rotrückenspecht (Dinopium psarodes) geführt.

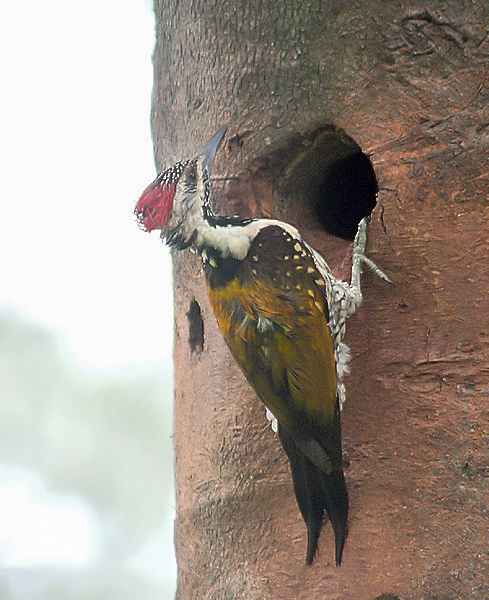
Bengalenspecht, Weibchen der Nominatform an einer Nesthöhle

## Ernährung
Die in der gesamten Baumschicht und auch auf dem Boden gesuchte Nahrung besteht vorwiegend aus Ameisen von Gattungen wie Camponotus und Meranoplus und deren Larven und Puppen, die Vögel zerstören auch die Blattnester der sehr wehrhaften Weberameise Oecophylla smaragdina. Gelegentlich fressen diese Spechte auch Raupen, Rüsselkäfer und andere Käfer sowie Spinnen, regelmäßig auch Früchte und Nektar. Zur Nahrungssuche hängen Bengalenspechte auch an der Unterseite von waagerechten Ästen oder bewegen sich rückwärts.

## Fortpflanzung
Bengalenspechte leben in Paaren. Die Brutzeit ist je nach Verbreitungsgebiet unterschiedlich. Überwiegend fällt sie auf März und April, südliche Populationen brüten gelegentlich ein zweites Mal im Juli und August und in Sri Lanka brütet die Art fast ganzjährig von Dezember bis September. Die Höhlen werden in Bäumen mit hartem wie weichem Holz meist in Höhen zwischen 3 und 6 m oder höher gebaut, der Höhleneingang hat etwa 8 cm Durchmesser. Das Gelege besteht aus zwei bis drei Eiern, die von beiden Eltern 17–19 Tage lang bebrütet werden. Die Jungen werden von beiden Eltern mit hervorgewürgter Nahrung versorgt und sind nach etwa drei Wochen flügge.

## Bestand und Gefährdung
Angaben zur Größe des Weltbestandes sind nicht verfügbar. Die Art gilt als häufig bis lokal häufig, der Bestand wird als stabil eingeschätzt. Der Bengalenspecht wird von der IUCN daher als ungefährdet („least concern“) eingestuft.